# Ulrike Engel
Ulrike Engel, llicenciada en història de l'art i arquitectura a les universitats Martín-Luther-University (Saale) i Technical University (Berlín).
Urike ha col·laborat en nombrosos projectes arquitectònics a Berlín i Budapest. Entre el 2000 i el 2006 ha participat en diverses excavacions arqueològiques a Itàlia, Grècia i el Iemen; ha dut a terme projectes d'enginyeria, aviació i creació d'espai en condicions extremes. Al setembre del 2006 va pronunciar la conferència Terrorism and urban structures a Manchester, al Center for Sustainable Urban and Regional Futures.